# Nebulosa Testa di Cavallo
La Nebulosa Testa di Cavallo (nota anche come Barnard 33, B33, in inglese HorseHead Nebula) è una nebulosa oscura situata nella costellazione di Orione. La nebulosa si trova appena sotto Alnitak, la stella più a est della cintura di Orione.

## Caratteristiche

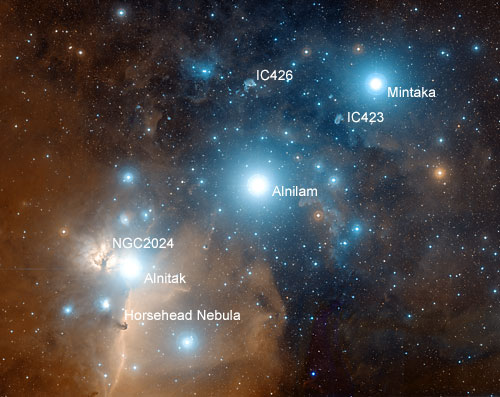
La Cintura di Orione, con in basso la Nebulosa Testa di Cavallo.

È parte di un turbine di gas e polveri, sagomato come la testa di un cavallo, da cui il nome. È una delle nebulose maggiormente riconoscibili e note del cielo, anche se è difficile poterla osservare visualmente: la sua forma caratteristica si può individuare solo attraverso le fotografie dell'area. Venne infatti scoperta nel 1888 da Williamina Fleming esaminando alcune lastre fotografiche presso l'Harvard College Observatory.
È talvolta confusa con IC 434, che è in realtà la nebulosa a emissione alle sue spalle, di colore rosso, originato prevalentemente da idrogeno ionizzato dalla vicina e brillante Sigma Orionis. L'oscurità della nebulosa è principalmente causata da polvere densa, anche se la parte più bassa del "collo" getta un'ombra sulla sinistra. I flussi di gas che lasciano la nebulosa sono incanalati da un forte campo magnetico. Le macchie brillanti alla base della nebulosa sono giovani stelle in formazione. La luce della nebulosa Testa di Cavallo impiega circa 1500 anni per raggiungere la Terra.

## Struttura

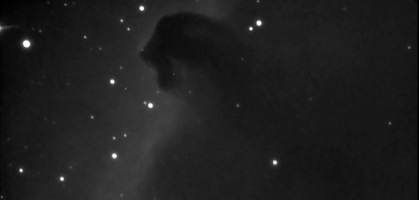
B33 ripresa da un telescopio amatoriale riflettore newtoniano.

Negli anni cinquanta è stata scoperta la prima prova che questa nebulosa sarebbe correlata a degli oggetti stellari giovani, con l'identificazione di stelle con linee di emissioni nella banda dell'Hα e di alcune stelle variabili dalle caratteristiche tipiche delle stelle giovani e ulteriori stelle Hα; alla fine degli anni ottanta fu invece identificata direttamente la prima stella giovane, rivelata tramite uno studio all'infrarosso e catalogata come B33-1, coincidente con la sorgente IRAS 05383-0228: si tratta di un oggetto celeste circondato a nordovest da una cavità della nube relativamente piccola e visibile anche in luce ottica. Questa scoperta ha permesso di elaborare un modello della nube, in cui viene presentata come una regione di gas più densa del mezzo circostante in via di disgregazione a causa dell'intensa radiazione ultravioletta di stelle come σ Orionis, che opera una fotolisi a partire dal suo settore occidentale. Questo modello si accorda bene con quello proposto per la formazione dei globuli di Bok: secondo questo modello infatti la Nebulosa Testa di Cavallo sarebbe in uno stadio iniziale del processo che porterà alla formazione di un globulo di Bok, similmente a quanto si osserva nella Nebulosa di Gum.
La massa totale della Nebulosa Testa di Cavallo è di circa 27 M☉ e la sua velocità radiale è di 5 km/s, con uno spostamento verso il rosso nella parte sudorientale; il corpo della nube è di fatto una colonna di gas in sovrapposizione con IC 434, da cui emerge una sporgenza nella parte settentrionale (il "naso") che possiede una velocità radiale leggermente superiore, indice che sta subendo una spinta accelerativa a causa delle turbolenze. Le sue dimensioni e il gradiente di velocità indicherebbero che l'evoluzione della colonna di gas è avvenuta su una scala temporale di circa mezzo milione di anni; i modelli costruiti in base a questi dati indicano che la nube potrebbe essere completamente disgregata nel corso di circa 5 milioni di anni.

## Letteratura fantascientifica
Intorno alla Nebulosa è ambientato il libro Il tiranno dei mondi di Isaac Asimov.
Nel libro si parla dei "regni nebulari", fra cui Rhodia e Lingane.
La Guida galattica per gli autostoppisti di Douglas Adams localizza il pianeta Magrathea all'interno della Nebulosa.